# District de Qibin
Le district de Qibin (淇滨区 ; pinyin : Qíbīn Qū) est une subdivision administrative de la province du Henan en Chine. Il est placé sous la juridiction de la ville-préfecture de Hebi.